# Kreis Uckerath

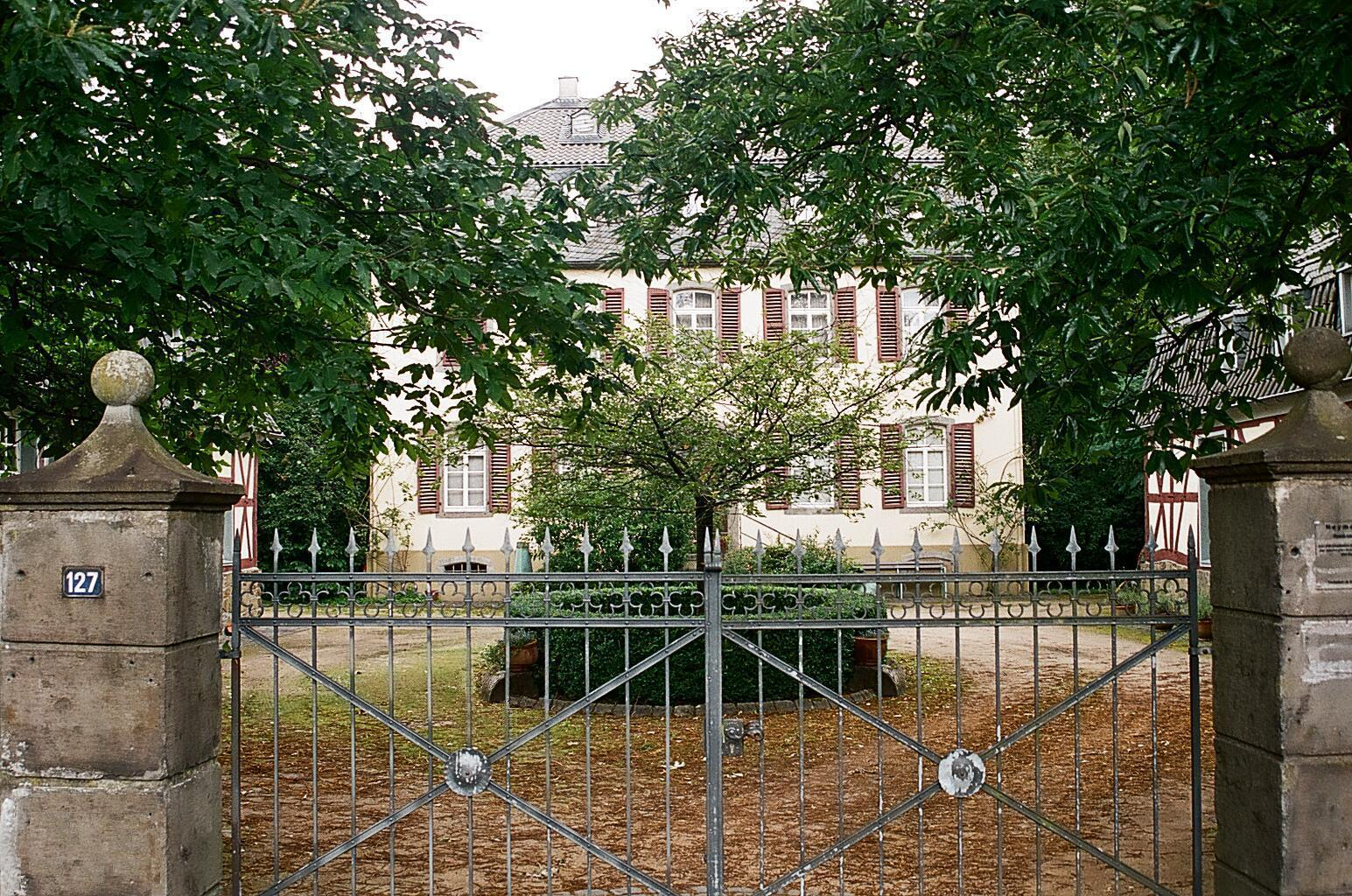
Der Heymershof in Hennef war Sitz des Landratsamtes

Der Kreis Uckerath war ein Kreis im zur betreffenden Zeit noch zur preußischen Provinz Jülich-Kleve-Berg gehörenden Regierungsbezirk Köln.
Er wurde 1816 aus den vormals zum Großherzogtum Berg gehörenden Kanton Hennef (im Arrondissement Mülheim am Rhein, Département Rhein) und dem Kanton Eitorf gebildet.
Zum Kreis gehörten die acht Bürgermeistereien:
- Eitorf
- Hennef
- Herchen
- Lauthausen
- Much
- Neunkirchen
- Ruppichteroth
- Uckerath

was dem Gebiet der heutigen Städte und Gemeinden Eitorf, Hennef (Sieg), Much, Ruppichteroth sowie teilweise Neunkirchen-Seelscheid und Windeck entspricht. Der Kreis hatte 26.378 Einwohner.
Ab 1817 war der Heymershof in Hennef Sitz des Landratsamtes. 1820 wurde der Kreis aufgelöst und sein Gebiet mit dem des Kreises Siegburg zusammengelegt. Der Uckerather Landrat Franz Joseph Scheven wurde daraufhin Landrat des Kreises Siegburg. Landratssitz blieb bis 1838 ebenfalls der Heymershof.